# Bufo guttatus
Bufo guttatus, tiếng Anh thường gọi là Rhaebo guttatus) là một loài cóc thuộc họ Bufonidae. Loài này có ở Bolivia, Brasil, Colombia, Ecuador, Guyane thuộc Pháp, Guyana, Peru, Suriname, và Venezuela. Môi trường sống tự nhiên của chúng là rừng ẩm vùng đất thấp nhiệt đới hoặc cận nhiệt đới, sông ngòi, đầm nước ngọt, và đầm nước ngọt có nước theo mùa. Chúng hiện đang bị đe dọa vì mất nơi sống.

## Hình ảnh

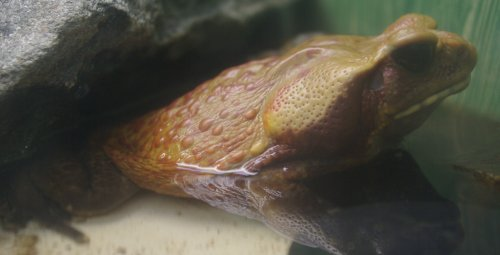
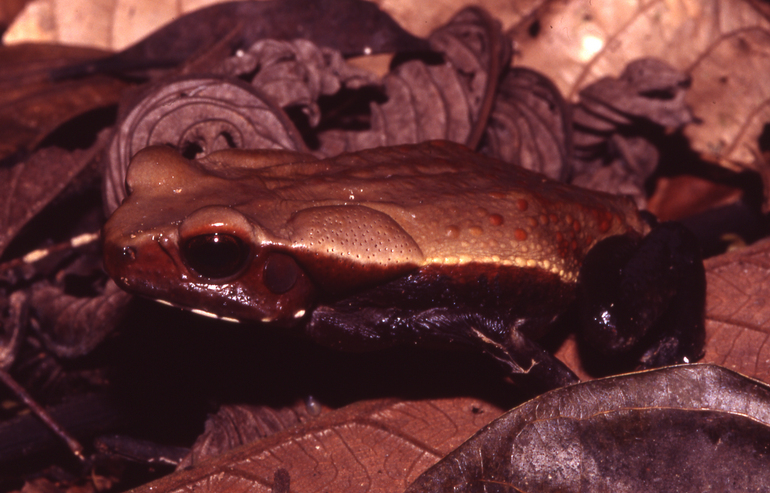
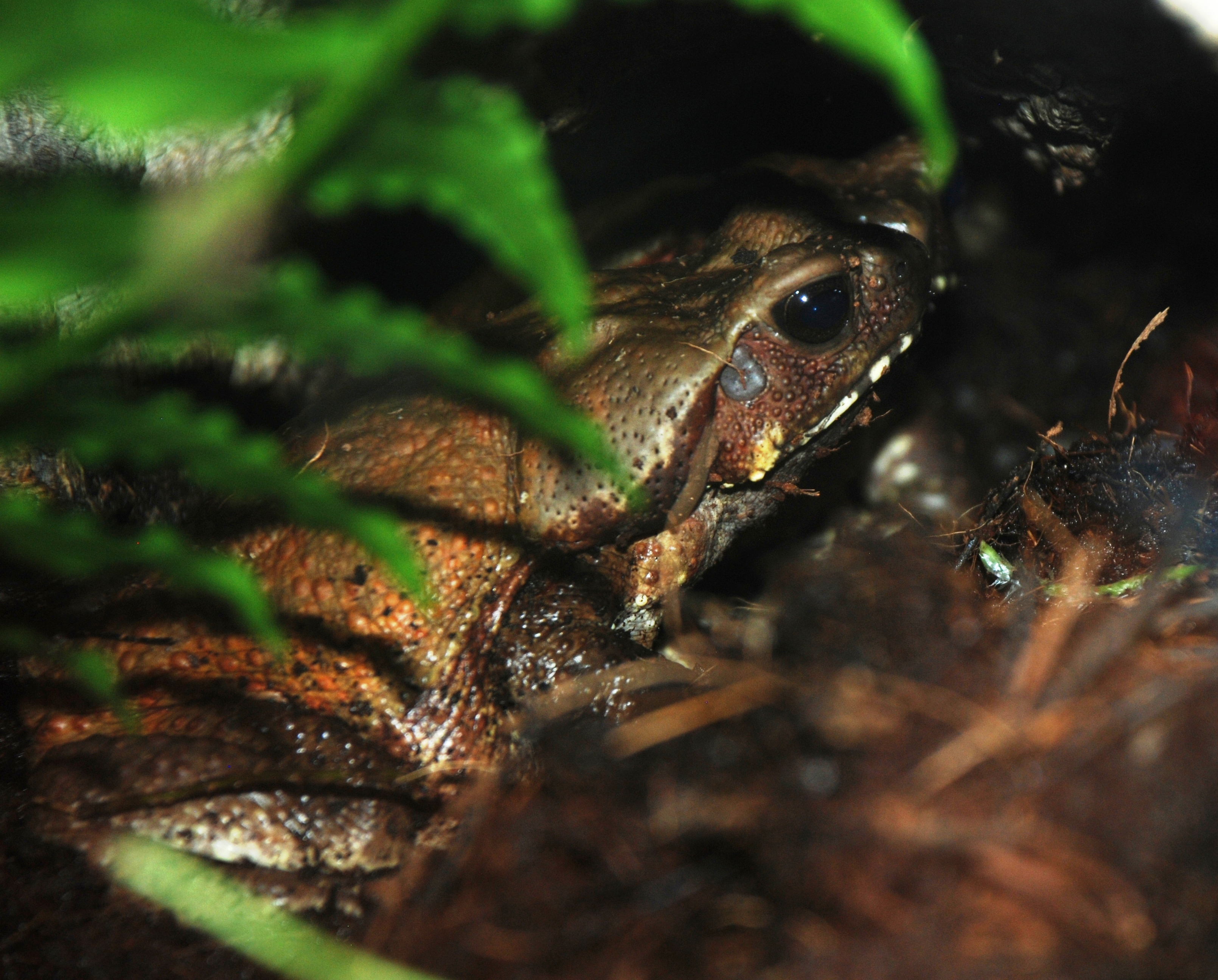
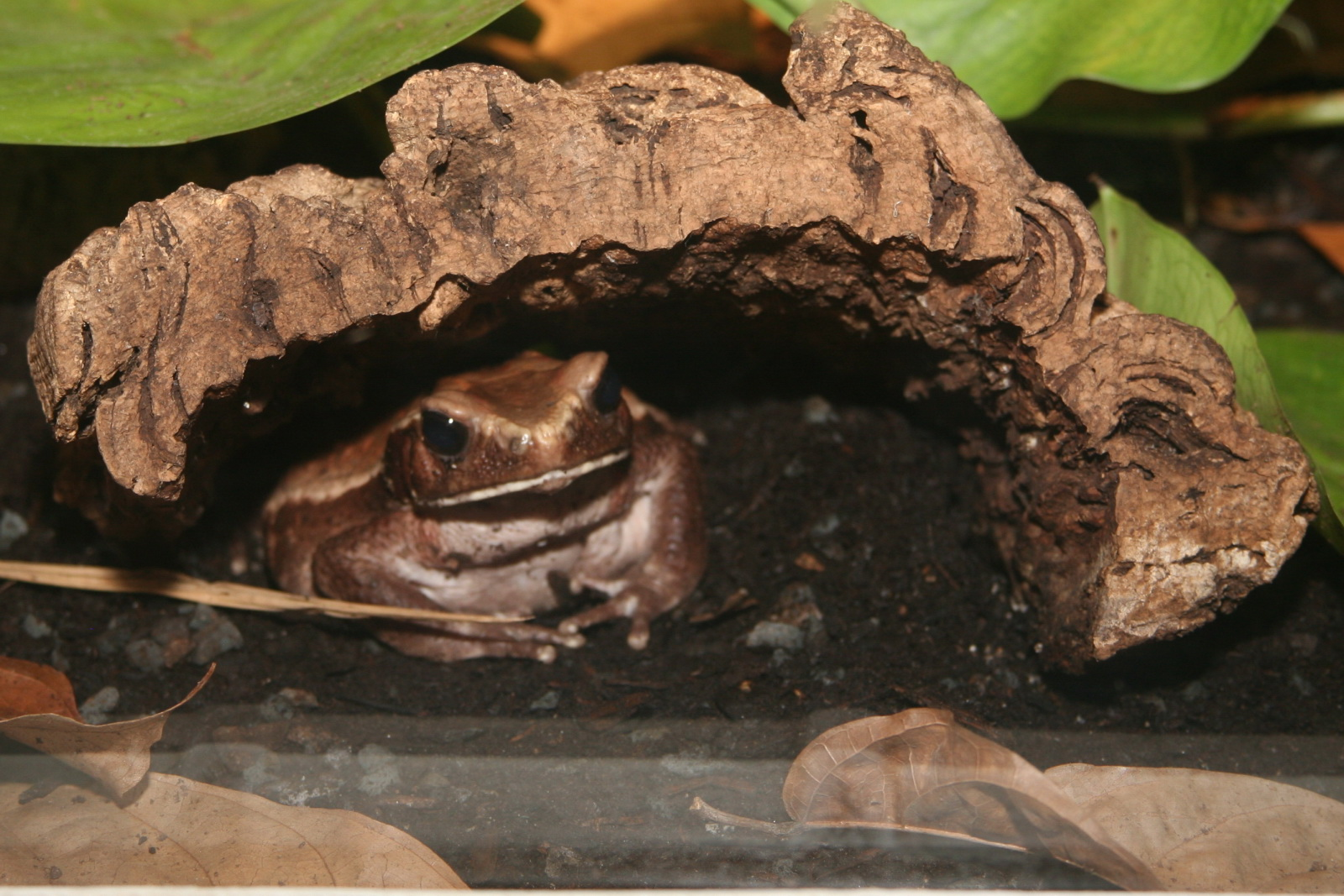